# مسدس طارق
مُسدس طارِق هو مُسدس نصف آلي ذو عيار 9 ملم، تعود بدايات تصنيعه لعقد بين شركة بيريتا الايطالي والحكومة العراقية في ثمانينيات القرن الماضي، في العام 1981 أصبح العراق مُنتج بمعامل مُرخصة ومُجهزة من شركة بيريتا لتجميع وتصنيع نُسخة مُعدلة من المُسدس بيريتا أم 1951. سُمي بمُسدس "طارِق" نسبةً للقائد العربي طارق بن زياد، الذي فتح إسبانيا في 711م. انتج المُسدس الاصلي شركة بيريتا بين عامي 1949 و 1980.اما مُسدس طارق فبدأ إنتاجه في العراق عام 1981. ودخل في وقت قياسي الخدمة مع القوات المُسلحة العراقية والحرس الجُمهوري، المُسدس موجود حاليا في الخدمة مع الشرطة العراقية والاسايش الكردية وقوات زيرفاني.
لمُسدس طارق نوعين، الذي يُعرف بـ "الناعم" (نسبة لنعومة الكتابة المسكوكة على وجه المُسدس) وهو الذي صنعت بيريتا اجزائه وشُحن الى العراق ليتم تجميعه وختمه في مُنشأة القادسية حيث استمر انتاجه حتى عام 1990، و"الخَشن" (كذلك نسبة لخشونة الكتابة المسكوكة على وجه المُسدس) الذي صُنع وجُمع بالكامل في مُنشأة القادسية بعد أن جهزت شركة بيريتا العراق بمصنع خاص لصناعة المُسدس لحساب وزارة التصنيع العسكري والذي تم انتاجه من عام 1990 حتى إيقاف الإنتاج في عام 2003 بسبب غزو العراق.

## روابط خارجية
- http://www.military-today.com/firearms/tariq.htm نسخة محفوظة 31 أكتوبر 2018 على موقع واي باك مشين.
- http://www.adamsguns.com/tariq.htm